# 马坦维尔
马坦维尔（法語：Martainville）是法国厄尔省的一个市镇，位于该省西北部，属于贝尔奈区。该市镇总面积9.09平方公里，2009年时的人口为317人。

## 人口
马坦维尔人口变化图示